# Municipio de Plain (Indiana)
El municipio de Plain (en inglés: Plain Township) es un municipio ubicado en el condado de Kosciusko en el estado estadounidense de Indiana. En el año 2010 tenía una población de 7698 habitantes y una densidad poblacional de 82,78 personas por km².

## Geografía
El municipio de Plain se encuentra ubicado en las coordenadas 41°18′33″N 85°50′3″O / 41.30917, -85.83417. Según la Oficina del Censo de los Estados Unidos, el municipio tiene una superficie total de 92.99 km², de la cual 87.88 km² corresponden a tierra firme y (5.5%) 5.11 km² es agua.

## Demografía
Según el censo de 2010, había 7698 personas residiendo en el municipio de Plain. La densidad de población era de 82,78 hab./km². De los 7698 habitantes, el municipio de Plain estaba compuesto por el 88.83% blancos, el 0.7% eran afroamericanos, el 0.25% eran amerindios, el 0.92% eran asiáticos, el 0.01% eran isleños del Pacífico, el 7.86% eran de otras razas y el 1.43% pertenecían a dos o más razas. Del total de la población el 15.84% eran hispanos o latinos de cualquier raza.